# Centre Teilhard de Chardin
Le Centre Teilhard de Chardin est un bâtiment universitaire et religieux catholique qui a ouvert en 2023 sur le plateau de Paris-Saclay, dans le département de l'Essonne, en Île-de-France. Il se veut être un espace de dialogue entre sciences, philosophie et spiritualité pour les étudiants, chercheurs, philosophes et théologiens, et est appelé à devenir un pôle de formation, d’innovation et de recherche académique au rayonnement mondial. Le centre est géré par quatre diocèses d’Ile de France (Evry Corbeil-Essonnes, Paris, Nanterre, Versailles) et la Compagnie de Jésus (Province jésuite d’Europe Occidentale francophone). Il réunit près de 100 000 étudiants, enseignants et chercheurs et 400 000 habitants. L'objectif du centre est d'éclairer les questions contemporaines, éthiques, sociétales, sociales, anthropologiques et spirituelles posées par les avancées scientifiques et techniques contemporaines. Le centre contient une chapelle dans laquelle sont proposées des messes pour les étudiants du campus de Saclay,,,.

## Missions
Le Centre Teilhard de Chardin a pour triple mission d'être :
- un espace de formation et de dialogue entre sciences, philosophie et spiritualités ;
- un soutien de l’intelligence de la foi et de la vie spirituelle ;
- une réponse aux attentes des étudiants et familles vivant sur le plateau.

## Projet architectural
L'architecte du bâtiment est Jean-Marie Duthilleul.